# St. Stephan (Nußbaum)

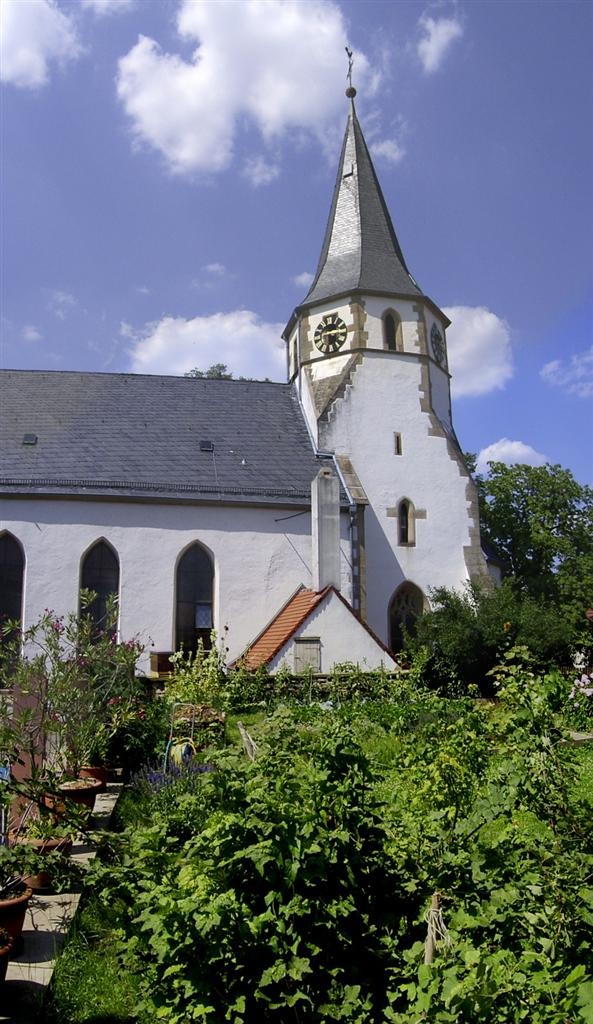
St. Stephan in Nußbaum

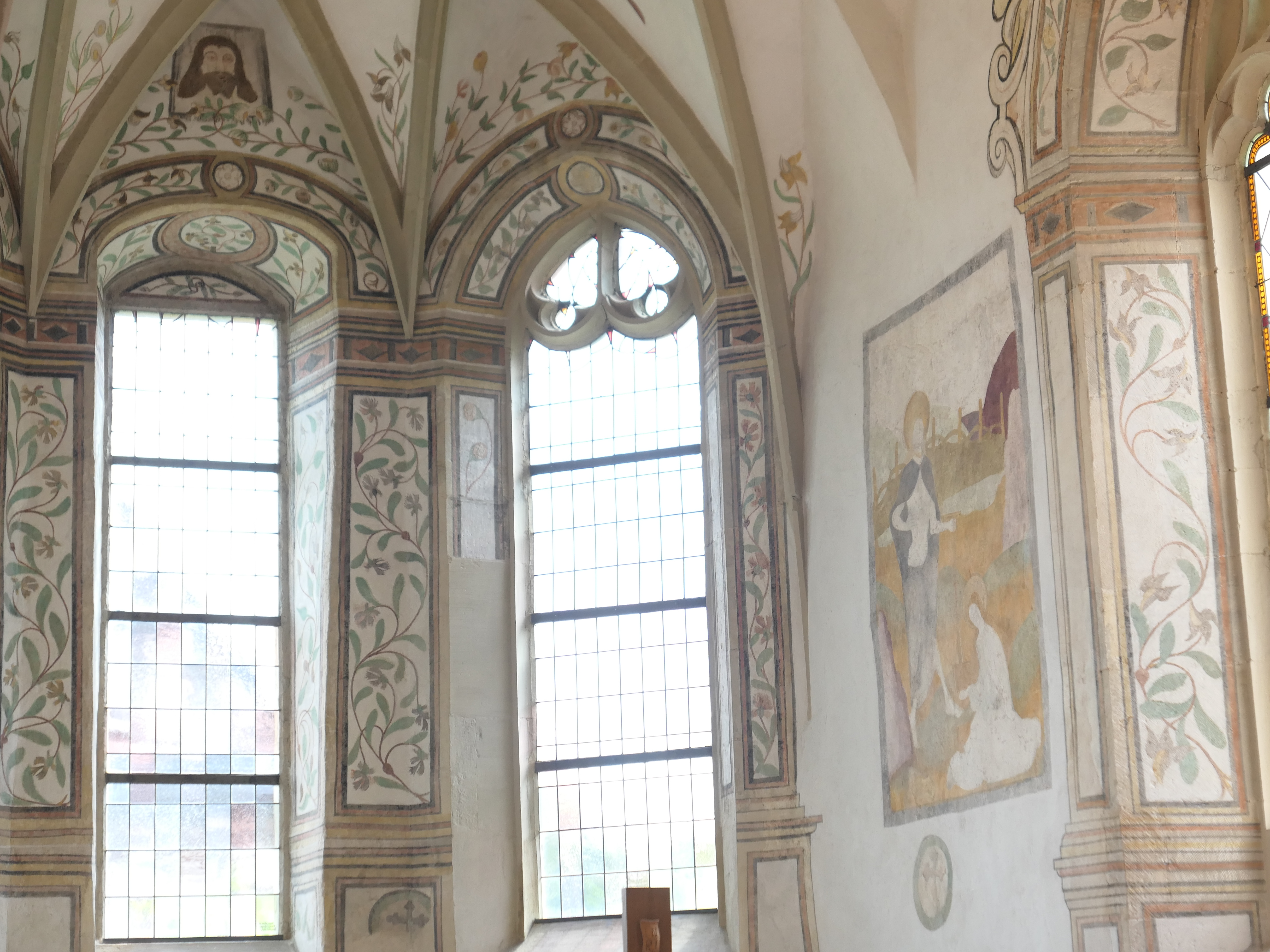
Innenansicht des Chors

Die evangelische Pfarrkirche St. Stephan steht in Nußbaum, einem Gemeindeteil von Neulingen im Enzkreis in Baden-Württemberg. Das Bauwerk ist beim Landesamt für Denkmalpflege Baden-Württemberg als Baudenkmal eingetragen. Gemeinsam mit der St. Wolfgangkirche in Sprantal bildet die Kirche die Evangelische Kirchengemeinde Nußbaum-Sprantal innerhalb des Kirchenbezirks Bretten-Bruchsal in der Evangelischen Landeskirche in Baden.

## Beschreibung
Die Saalkirche besteht aus dem Langhaus und dem Chorturm im Osten anschließenden eingezogenen, dreiseitig geschlossenen Chor. Die Kirche im alten Ortskern von Nußbaum wurde erstmals 1388 erwähnt, als ihr Kirchenschiff nach Norden und Süden verbreitert wurde. Der östliche Teil des Kirchenschiffes geht wohl noch auf diesen Umbau zurück und ist das älteste Bauwerk in der Gemeinde Neulingen. Nach Westen wurde das Langhaus 1811 um zwei Fensterachsen nach Westen erweitert. Der im Kern aus dem 15. Jahrhundert stammende Kirchturm wurde 1578 mit einem achteckigen Geschoss aufgestockt, das die Turmuhr und den Glockenstuhl enthält, und mit einem spitzen schiefergedeckten Helm bedeckt.
Im Innenraum des Langhauses wurden bei der Erweiterung des Langhauses 1811 an drei Seiten zweigeschossige Emporen eingebaut, das obere Geschoss aber 1930 wieder entfernt. 
Im Innenraum des Chors, der mit einem Netzgewölbe überspannt ist, wurden 1904 Wandmalereien aus dem 15. Jahrhundert freigelegt, die unter anderem die Anbetung der Könige darstellen.
Die Orgel von 1893 wurde von Orgelbau Vier restauriert.